# 勃艮第行政圈
勃艮第行政圈（德語：  Burgundischer Kreis) 是神圣罗马帝国于1512年设立的行政圈，其领土范围在1548年显著扩大。除勃艮第伯国（今弗朗什-孔泰大区）外，勃艮第行政圈还大致囊括了低地地区，即现在被称为荷兰、比利时和卢森堡以及法国境内的北部-加来海峡地区。在其存续的大部分时间里，其大部分土地为西班牙哈布斯堡王朝所有（即西属尼德兰）。
在1581年北方七省独立（七省独立后建立了荷兰共和国，并于1648年被承认）以及1678年法兰西吞并勃艮第伯国后，勃艮第行政圈的领土范围大大缩小。最终，十八世纪末法兰西第一共和国对莱茵河以西帝国领土的占领和吞并结束了该行政圈的存在。

## 领土构成
| 欧洲低地国家的历史                                                                        | 欧洲低地国家的历史                                                                        | 欧洲低地国家的历史                                                                        | 欧洲低地国家的历史                                                                        | 欧洲低地国家的历史                                                      | 欧洲低地国家的历史                                                      | 欧洲低地国家的历史                                                      | 欧洲低地国家的历史                                                      | 欧洲低地国家的历史                                                      |
| ----------------------------------------------------------------------------------------- | ----------------------------------------------------------------------------------------- | ----------------------------------------------------------------------------------------- | ----------------------------------------------------------------------------------------- | ----------------------------------------------------------------------- | ----------------------------------------------------------------------- | ----------------------------------------------------------------------- | ----------------------------------------------------------------------- | ----------------------------------------------------------------------- |
| 弗里斯人                                                                                  |                                                                                           |                                                                                           | 贝尔盖人                                                                                  | 贝尔盖人                                                                | 贝尔盖人                                                                | 贝尔盖人                                                                | 贝尔盖人                                                                | 贝尔盖人                                                                |
|                                                                                           | 卡纳内 菲特人                                                                             | 沙马维人、土班特人                                                                        | 沙马维人、土班特人                                                                        | 比利时高卢 （前55年–约公元5世纪） 下日耳曼尼亚 （公元83年–约公元5世纪） | 比利时高卢 （前55年–约公元5世纪） 下日耳曼尼亚 （公元83年–约公元5世纪） | 比利时高卢 （前55年–约公元5世纪） 下日耳曼尼亚 （公元83年–约公元5世纪） | 比利时高卢 （前55年–约公元5世纪） 下日耳曼尼亚 （公元83年–约公元5世纪） | 比利时高卢 （前55年–约公元5世纪） 下日耳曼尼亚 （公元83年–约公元5世纪） |
|                                                                                           | 卡纳内 菲特人                                                                             | 撒利法兰克人                                                                              |                                                                                           | 巴达维人                                                                | 巴达维人                                                                |                                                                         |                                                                         |                                                                         |
| （无人定居） （约4世纪–5世纪）                                                            | （无人定居） （约4世纪–5世纪）                                                            | 撒克逊人                                                                                  | 撒利法兰克人 （约4世纪–5世纪）                                                            | 撒利法兰克人 （约4世纪–5世纪）                                          | 撒利法兰克人 （约4世纪–5世纪）                                          |                                                                         |                                                                         |                                                                         |
| 帕拉瓦王朝 （约6世纪–734年）                                                              | 帕拉瓦王朝 （约6世纪–734年）                                                              |                                                                                           | 法兰克王国 （481年–843年）—加洛林帝国 （800–843年）                                       | 法兰克王国 （481年–843年）—加洛林帝国 （800–843年）                     | 法兰克王国 （481年–843年）—加洛林帝国 （800–843年）                     | 法兰克王国 （481年–843年）—加洛林帝国 （800–843年）                     | 法兰克王国 （481年–843年）—加洛林帝国 （800–843年）                     | 法兰克王国 （481年–843年）—加洛林帝国 （800–843年）                     |
| 帕拉瓦王朝 （约6世纪–734年）                                                              | 帕拉瓦王朝 （约6世纪–734年）                                                              | 奥斯特拉西亚 （511年–687年）                                                              |                                                                                           |                                                                         |                                                                         |                                                                         |                                                                         |                                                                         |
|                                                                                           |                                                                                           |                                                                                           |                                                                                           |                                                                         |                                                                         |                                                                         |                                                                         |                                                                         |
|                                                                                           |                                                                                           |                                                                                           |                                                                                           |                                                                         |                                                                         |                                                                         |                                                                         |                                                                         |
| 中法兰克王国 （843年–855年）                                                              | 中法兰克王国 （843年–855年）                                                              | 中法兰克王国 （843年–855年）                                                              | 中法兰克王国 （843年–855年）                                                              | 中法兰克王国 （843年–855年）                                            | 西 法兰克王国 （843年–）                                                |                                                                         |                                                                         |                                                                         |
| 洛泰尔王国 （855年–959年） 下洛塔林吉亚公国 （959年–）                                    |                                                                                           |                                                                                           |                                                                                           |                                                                         | 西 法兰克王国 （843年–）                                                |                                                                         |                                                                         |                                                                         |
| 弗里西亞                                                                                  |                                                                                           |                                                                                           |                                                                                           |                                                                         |                                                                         |                                                                         |                                                                         |                                                                         |
| 弗里西亚 自由时期 （11世纪–16 世纪)                                                       | 荷兰 伯国 （880年– 1432年）                                                               | 乌得勒支 主教区 （695年–1456年）                                                          | 布拉班特 公国 （1183年–1430年） 海尔德 公国 （1046年–1543年）                             | 布拉班特 公国 （1183年–1430年） 海尔德 公国 （1046年–1543年）           | 佛兰德 伯国 （862年– 1384年）                                           | 埃诺 伯国 （1071年– 1432年） 那慕尔 伯国 （981年– 1421年）              | 列日 主教区 （980年– 1794年）                                           | 卢森堡 公国 （1059年– 1443年）                                          |
|                                                                                           | 勃艮第属尼德兰 （1384年–1482年）                                                          |                                                                                           |                                                                                           |                                                                         |                                                                         |                                                                         |                                                                         |                                                                         |
|                                                                                           | 哈布斯堡尼德兰 （1482年–1795年） （1543年后称十七省）                                     |                                                                                           |                                                                                           |                                                                         |                                                                         |                                                                         |                                                                         |                                                                         |
| 尼德兰七省共和国 （1581年–1795年）                                                        | 尼德兰七省共和国 （1581年–1795年）                                                        | 尼德兰七省共和国 （1581年–1795年）                                                        | 尼德兰七省共和国 （1581年–1795年）                                                        | 西属尼德兰 （1556年–1714年）                                            | 西属尼德兰 （1556年–1714年）                                            | 西属尼德兰 （1556年–1714年）                                            |                                                                         |                                                                         |
|                                                                                           |                                                                                           |                                                                                           |                                                                                           | 奥属尼德兰 （1714年–1795年）                                            |                                                                         |                                                                         |                                                                         |                                                                         |
|                                                                                           |                                                                                           |                                                                                           |                                                                                           | 比利时合众国 （1790年）                                                 | 比利时合众国 （1790年）                                                 | 比利时合众国 （1790年）                                                 | 列日 共和国 （1789年– 1791年）                                          |                                                                         |
|                                                                                           |                                                                                           |                                                                                           |                                                                                           |                                                                         |                                                                         |                                                                         |                                                                         |                                                                         |
| 巴达维亚共和国 （法国傀儡国，1795年–1806年） 荷兰王国（法） （法国傀儡国，1806年–1810年） | 巴达维亚共和国 （法国傀儡国，1795年–1806年） 荷兰王国（法） （法国傀儡国，1806年–1810年） | 巴达维亚共和国 （法国傀儡国，1795年–1806年） 荷兰王国（法） （法国傀儡国，1806年–1810年） | 巴达维亚共和国 （法国傀儡国，1795年–1806年） 荷兰王国（法） （法国傀儡国，1806年–1810年） | 属法兰西第一共和国 （1795年–1804年） 属法兰西第一帝国 （1804年–1815年） | 属法兰西第一共和国 （1795年–1804年） 属法兰西第一帝国 （1804年–1815年） | 属法兰西第一共和国 （1795年–1804年） 属法兰西第一帝国 （1804年–1815年） | 属法兰西第一共和国 （1795年–1804年） 属法兰西第一帝国 （1804年–1815年） | 属法兰西第一共和国 （1795年–1804年） 属法兰西第一帝国 （1804年–1815年） |
|                                                                                           |                                                                                           |                                                                                           |                                                                                           |                                                                         |                                                                         |                                                                         |                                                                         |                                                                         |
| 联合尼德兰主权公国 (1813年–1815年)                                                        |                                                                                           |                                                                                           |                                                                                           |                                                                         |                                                                         |                                                                         |                                                                         |                                                                         |
| 荷蘭聯合王國 （1815年–1830年）                                                            | 荷蘭聯合王國 （1815年–1830年）                                                            | 荷蘭聯合王國 （1815年–1830年）                                                            | 荷蘭聯合王國 （1815年–1830年）                                                            | 荷蘭聯合王國 （1815年–1830年）                                          | 荷蘭聯合王國 （1815年–1830年）                                          | 荷蘭聯合王國 （1815年–1830年）                                          | 荷蘭聯合王國 （1815年–1830年）                                          | 卢森堡 大公国 (1815年–)                                                 |
| 荷兰王国 （1839年–今）                                                                    | 荷兰王国 （1839年–今）                                                                    | 荷兰王国 （1839年–今）                                                                    | 荷兰王国 （1839年–今）                                                                    | 比利时王国 （1830年–今）                                                | 比利时王国 （1830年–今）                                                | 比利时王国 （1830年–今）                                                | 比利时王国 （1830年–今）                                                | 卢森堡 大公国 (1815年–)                                                 |
|                                                                                           |                                                                                           |                                                                                           |                                                                                           |                                                                         |                                                                         |                                                                         |                                                                         | 卢森堡 大公国 （1890年–今） （完全独立）                                |

1548年奥格斯堡议会后，该行政圈由以下领土组成：

### 十七省
1. 阿图瓦伯国，于1493年被割让给法国，并于1659年被其吞并。
2. 布拉班特公国，包括安特卫普藩侯国（英语：Margraviate_of_Antwerp）。
3. 德伦特伯国（英语：County of Drenthe），于1579年脱离帝国，成为联省的一部分。
4. 佛兰德伯国
5. 弗里西亚领地（英语：Seignory_of_Frisia），于1579年脱离帝国，成为联省的一部分。
6. 格罗宁根领地由奥默兰登和格罗宁根组成，前者于1579年脱离帝国加入联省，后者于1594年加入联省。
7. 海尔德公国，除上海尔德以外，其余地区于1579年脱离帝国，成为联省的一部分。
8. 埃诺伯国。
9. 荷兰伯国，于1579年脱离帝国，成为联省的一部分。
10. 林堡公国，由布拉班特公爵持有。
11. 卢森堡公国。
12. 梅赫伦领地（英语：Lordship_of_Mechelen），勃艮第公爵的私人领地。
13. 那慕尔伯国。
14. 上艾瑟尔领地，于1579 年脱离帝国，成为联省的一部分。
15. 乌得勒采邑支主教区，于1579 年脱离帝国，成为联省的一部分。
16. 泽兰伯国（由荷兰伯爵持有）；于1579年脱离帝国，成为联省的一部分。
17. 聚特芬伯国（英语：County_of_Zutphen）（由海尔德公爵持有）；于1579年脱离帝国，成为联省的一部分。

### 勃艮第伯国
1. 勃艮第伯国
2. 帝国自由城市贝桑松

根据1678年的《奈梅亨条约》，两者都被法国吞并。此外，直到1795年解体前，列日采邑主教区一直是下莱茵-威斯特伐利亚行政圈的一部分。

## 历史
帝国十七省是指法国勃艮第公爵以共主邦联形式统治的勃艮第属尼德兰。除佛兰德和阿图瓦外，它们中的大多数都是神圣罗马帝国在下洛林地区的封地。1482年，它们落入哈布斯堡家族之手。
1363年，法国国王瓦卢瓦的约翰二世将勃艮第公国封给了他最小的儿子菲利普二世。菲利普二世在1369年娶了丹皮尔的玛格丽特，她是佛兰德伯爵路易二世（1384年去世）的独生女，其巨大的嫁妆不仅包括佛兰德伯国和阿图瓦伯国，还包括帝国的勃艮第伯国。他因此成为瓦卢瓦-勃艮第家族的祖先，并有计划地占有帝国封地：他的孙子菲利普三世公爵，从1419年起成为勃艮第公爵，1429年购买了那慕尔，1430年从他的堂兄圣波尔的菲利普那里继承了布拉邦特和林堡公国。1432年，根据《代尔夫特条约》，他迫使维特尔斯巴赫的杰奎琳将埃诺、荷兰与泽兰伯国割让给他，并最终占领了卢森堡，于1443年将格尔利茨的伊丽莎白公爵夫人流放。此外，根据1435年的《阿拉斯条约》，法兰西王国将皮卡第割让给了勃艮第公国。此时的勃艮第是毫无疑问的中欧强权。

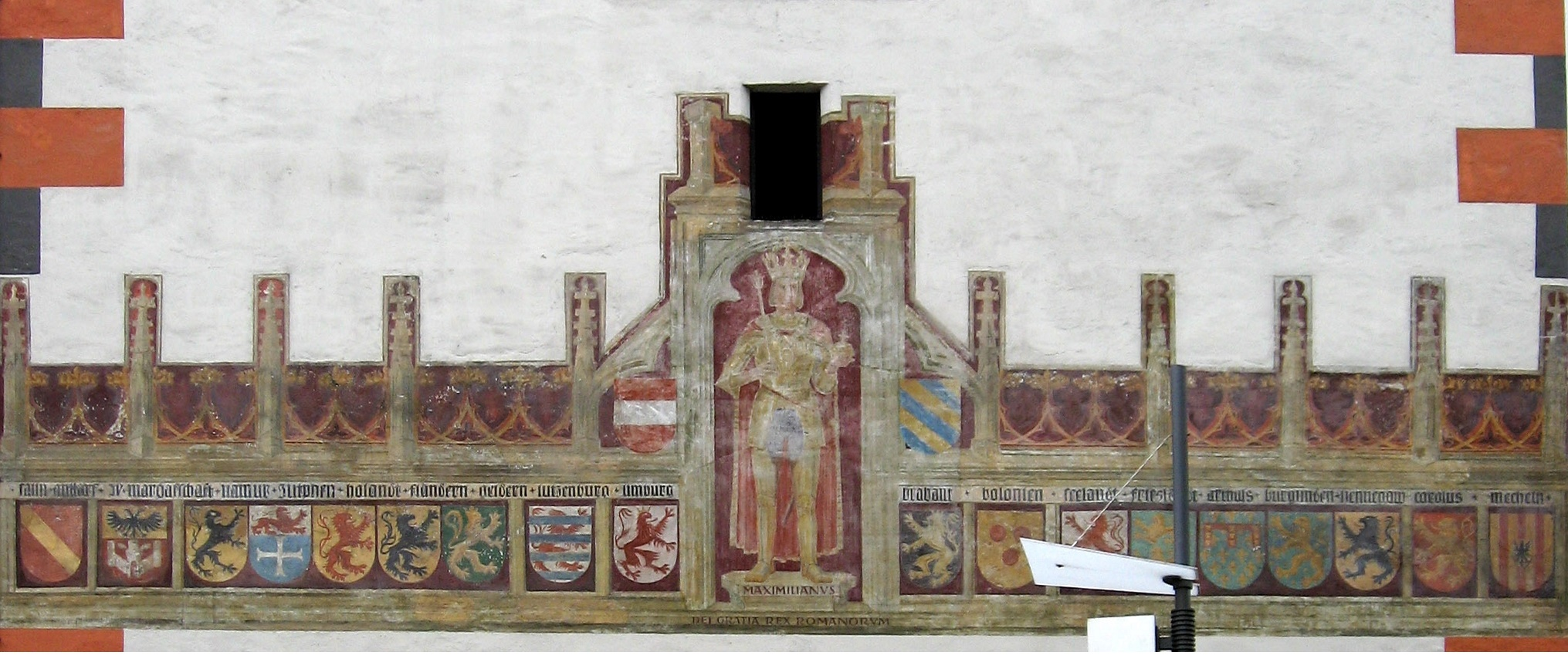
马克西米利安一世皇帝和勃艮第各省的纹章，弗克拉布鲁克城塔的壁画，1502年

然而在雄心勃勃的大胆查理死后，勃艮第公国的情况就直转急下。1473年，他与哈布斯堡皇帝腓特烈三世达成协议，根据该协议，他将把自己的女儿玛丽嫁给皇帝的儿子奥地利大公马克西米利安一世，以换取将他的帝国领土升格为“勃艮第王国”，这将使他与他的瓦卢瓦表兄弟的法兰西王国地位平等。然而，选帝侯们阻止了这些计划，被剥夺了权利的查理公爵开始了对洛林公国的无望战争，最终在1477年的南锡战役中兵败被杀。为了确保对抗法国国王路易十一，他的女儿玛丽还是在同一年嫁给了马克西米利安。马克西米利安大公在1479年的吉尼盖特战役中击败了法国军队，并在1493年的《森利斯条约》中为哈布斯堡家族夺得了十七省以及法国的佛兰德和阿图瓦。在1529年的《康布雷条约》中，勃艮第公国公国本身被法国王室作为封地收回，而勃艮第公爵名下的其他领地则是由奥地利的哈布斯堡王朝继承。
1543年马克西米利安的孙子和继任者哈布斯堡皇帝查理五世最终赢得海尔德战争，并将所有17个省重新置于他的统治之下。1548年的勃艮第条约将这十七个省从下莱茵-威斯特伐利亚行政圈转移至勃艮第行政圈，这使后者获得了大量的领土，同时也并增加了税收义务。1549年的《务实法令（Pragmatic Sanction）》规定，各省在未来应保持统一，并由同一个君主继承。查理五世于1556年逊位后，他的领地被他的儿子西班牙国王腓力二世和他的兄弟神圣罗马帝国皇帝费迪南德一世分割继承。西班牙国王腓力二世分得了十七省地区。
腓力二世和他的尼德兰臣民之间的冲突导致了始于1568年的八十年战争。最终北方七省获得独立，成立了荷兰共和国。这七省分别是：
- 格罗宁根领地和奥姆兰登领地
- 弗里西亚领地
- 上艾瑟尔领地
- 海尔德公国（除其上海尔德地区外）和聚特芬伯国
- 乌得勒支采邑主教区，即后来的乌德勒支领地
- 荷兰伯国
- 泽兰伯国

由于帕尔马公爵亚历山大·法尔内塞卓越的军事和政治才能（特别是在安特卫普围困（1584-1585）中），南部省份——佛兰德、布拉邦特、那慕尔、埃诺、卢森堡等又重归西班牙的统治。因此，这些省份被称为西班牙属尼德兰或南尼德兰。
在八十年战争期间及之后，北方的七联省占有了林堡、布拉班特和佛兰德的部分地区，最终该战争于1648年以威斯特伐利亚和约的签署为结束。
阿图瓦、佛兰德和埃诺的部分地区在17和18世纪被割让给法国。